# Зейтін-Кош
Зе́йті́н-Кош (крим. Zeytin Qoş, в перекладі — «оливкова вівчарня», також Бали́к-Каши́н-Каяси́, крим. Balıq Qaşın Qayası) — гірська вершина в центральній частині Головного пасма Кримських гір, третя за висотою вершина Кримських гір, розташована на відміну від інших півторатисячників: Роман-Кош, Демір-Капу, Кемаль-Егерек, Бойнус-Тепе, Учурум-Кая на південно-східних схилах Бабуган-Яйли. Тому з вершини Зейтін-Кош відкривається панорама Чорного моря.
Висота — 1534 м (на 11 м нижча за Роман-Кош). Поверхню Зейтін-Коша ускладнюють карстові лійки та карри, на східному схилі — велика ерозійно-карстова долина. Оголена конусоподібна вершина з пологими схилами, оперезаними з півдня й сходу ребристими скелями.

## Назва
Назва від кримськотатарської мови зейтин — маслина або оливка. «Кош» — це загін для овець або кошара. Отже, дослівно Зейтін-Кош це «оливкова кошара». Можливо, назва пояснюється тим, що, по-перше, оливкові дерева у величезних кількостях ростуть біля підніжжя вершини, а, по-друге, гора довгі століття (аж до XX) була величезним пасовищем, куди на годування пастухи виганяли отари овець, які випасалися тут аж до зимових холодів.

## Загальний опис
Складається з вапняків. Вкрита гірсько-лучно-степовою рослинністю, що надає їй характерної мальовничості.
Входить до Кримського заповідно-мисливського господарства. Сьогодні Зейтін-Кош знаходиться на території Кримського природного заповідника. Офіційно вхід до заповідника заборонений.
Піднятися на Зейтін-Кош з прибережно-чорноморської зони можна декількома основними шляхами:
1. Від селища Краснокам'янка, через перевал Гурзуфське сідло (Артеківська стежка).
2. Від Малого Маяка на плато Бабуган-Яйла (стежка Талма-Богаз).
3. Від села Запрудне по безіменній стежці.

Гора Зейтін-Кош, незважаючи на свою висоту і пронизливі вітри, характерна досить м'яким і рівним кліматом. Вершина, внаслідок свого розташування, не бере на себе удар південної зміни погоди з моря, а її розташування в глибині півострова розсіює удар з суші, який надходить з півночі. Тому субтропічний клімат якнайкраще описує його, як біля підніжжя, так і на схилах Зейтін-Кош.

## Галерея

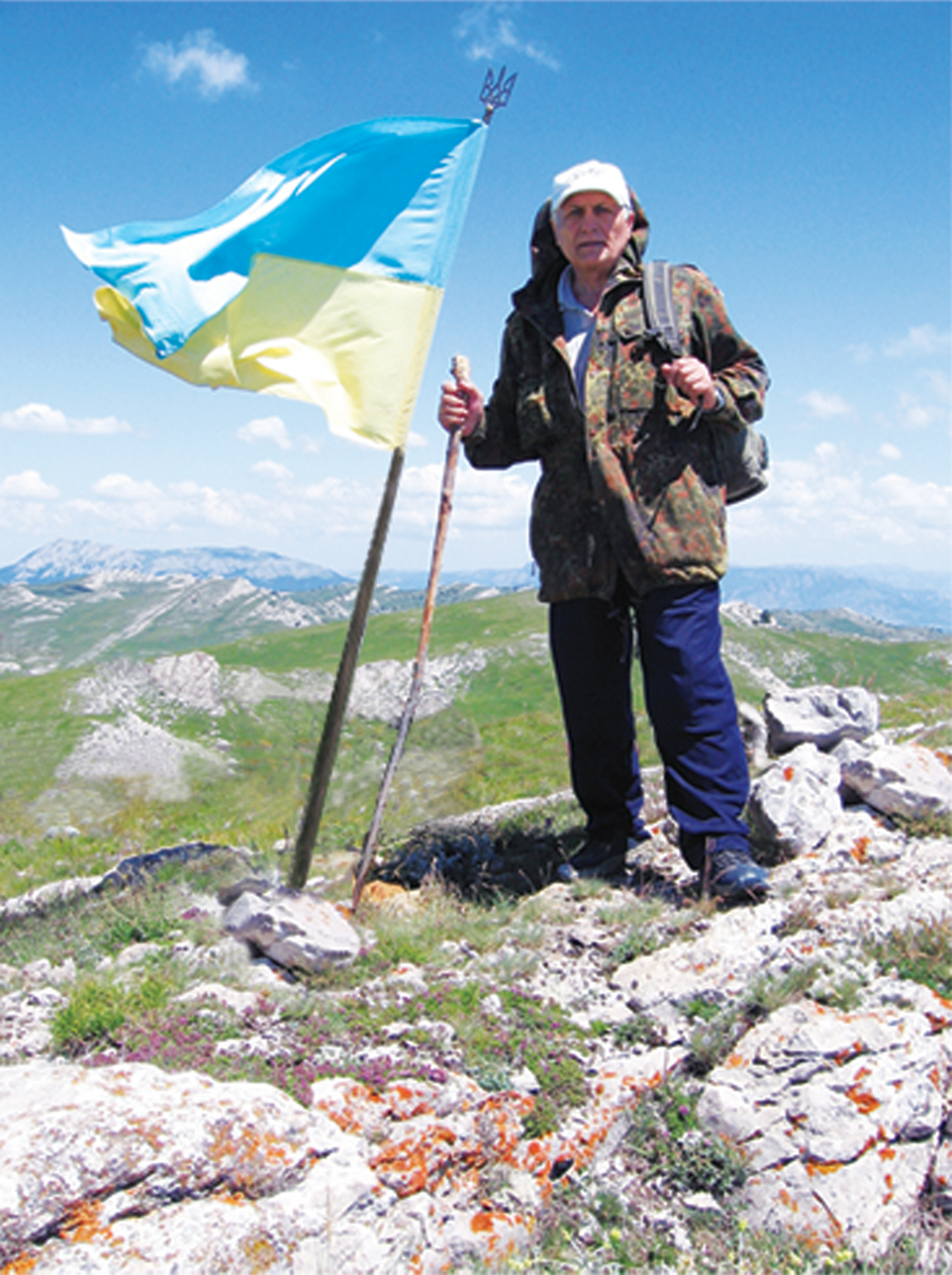
На вершині гори. «Прапор — на вершину!» — акція 16 липня 2010 року.
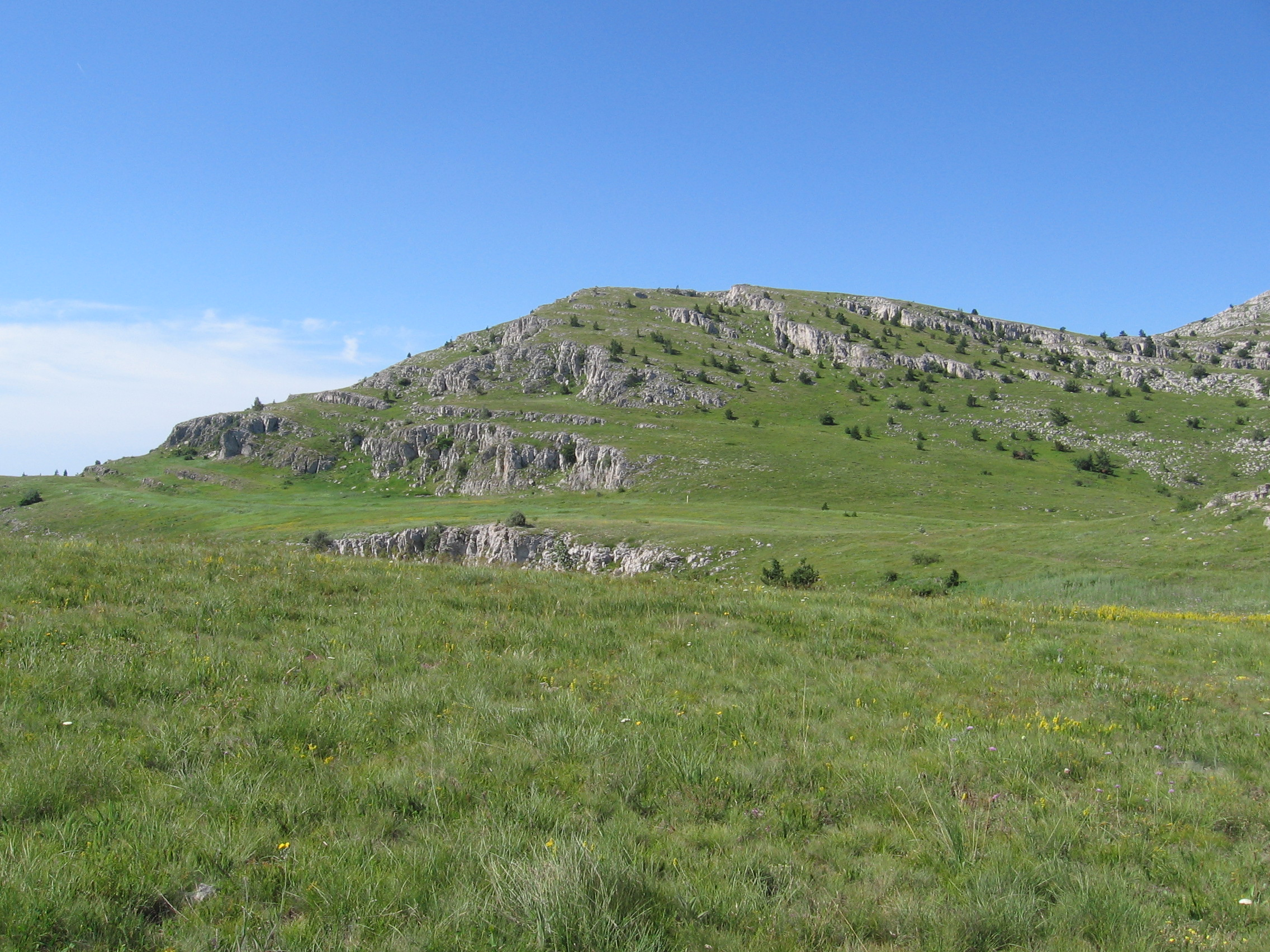
Гори в околиці Зейтін-Кош.
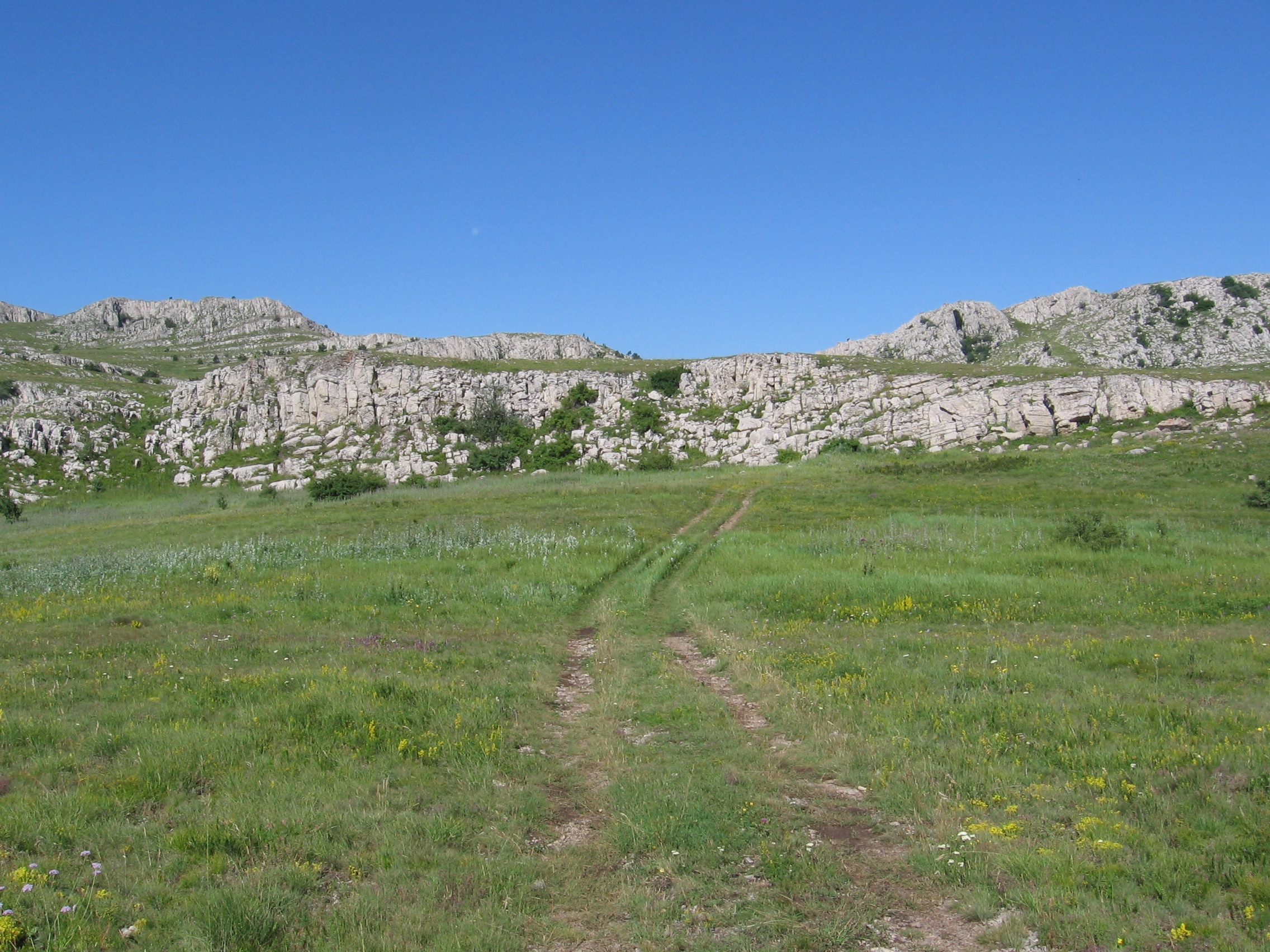
Шлях на Зейтін-Кош по Бабуган-Яйлі. Стежка Талма-Богаз.

### Корисні посилання
- карта Криму online [Архівовано 21 лютого 2020 у Wayback Machine.]
- топографічна карта Криму online
- Фото Зейтин-Кош [Архівовано 29 серпня 2010 у Wayback Machine.] на Кримській стежинці [Архівовано 30 червня 2021 у Wayback Machine.]

## Інтернет-ресурси
- Розташування на мапі